# Antal Páger (piragüista)
Antal Páger es un deportista húngaro que compitió en piragüismo en la modalidad de aguas tranquilas. Ganó una medalla de oro en el Campeonato Mundial de Piragüismo de 1995 en la prueba de K4 200 m.

## Palmarés internacional
| Campeonato Mundial | Campeonato Mundial   | Campeonato Mundial | Campeonato Mundial |
| Año                | Lugar                | Medalla            | Evento             |
| ------------------ | -------------------- | ------------------ | ------------------ |
| 1995               | Duisburgo (Alemania) | Medalla de oro     | K4 200 m           |